# 한국문학진흥재단
한국문학진흥재단은 한국문학의 해외보급과 문학진흥을 위하여 1978년 11월 27일 설립된 문화체육관광부 소관의 재단법인이다. 사무실은 서울특별시 서대문구 충정로 3가 465 충정시티 시온빌딩 423호에 있다.

## 주요 사업
- 한국문학작품의 외국어 번역 및 해외 출판 보급
- 외국문학작품의 국내번역 소개
- 외국문인 국내초청 및 전문가 양성